# Double Impact
Double Impact is een Amerikaanse actiefilm van Sheldon Lettich uit 1991 met onder meer Jean-Claude Van Damme, in de hoofdrol.
In deze film speelt Van Damme twee rollen: die van de tweeling Chad en Alex Wagner.

## Verhaal
Paul Wagner was bezig met het bouwen van een tunnel die Hongkong met het vasteland zou verbinden. Toen de tunnel half af was, kwam hij zonder geld te zitten en nam hij een sponsor, Nigel Griffith, die in het geheim een lening afsloot met de Chinese drugsdealers, de familie van Zhang.
Toen de tunnel eenmaal officieel geopend was, werd Paul Wagner overbodig en werden hij en zijn vrouw, Katherine vermoord. Paul had nog de kans om zijn beste vriend, Frank Avery, te waarschuwen.
Frank kwam nog juist op tijd om de twee zes maanden oude zoontjes van Paul, Chad en Alex, te redden en Nigel Griffth te herkennen. Voor hun eigen veiligheid worden de baby’s van elkaar gescheiden. Alex groeide op in Hongkong, maar Chad werd door Frank meegenomen naar Los Angeles en daar opgevoed.
Na 25 jaar heeft Frank Alex teruggevonden en besluit hij om de broers van elkaars bestaan op de hoogte te brengen en Chad mee te nemen naar Hongkong.
In Hongkong legt hij de broers uit wie hun ouders waren en wat er met hen gebeurd is. Ze besluiten om samen achter Griffith aan te gaan en de dood van hun ouders te wreken. Na een beetje zoekwerk komen de broers erop uit dat Griffith de drugs van Zhang vervoerd. Griffith en Zhang weten dat Chad en Alex achter hen aanzitten en nemen daarom Frank en Danielle, de vrouw van Alex, gevangen. De broers worden hierdoor razend en proberen hen te bevrijden.
Ze vermoorden iedereen van de familie van Zhang en Nigel Griffith en eisen hun rechtmatige eigendom (de tunnel) op.

## Rolbezetting
| Acteur                | Personage            |
| --------------------- | -------------------- |
| Jean-Claude Van Damme | Chad/Alex Wagner     |
| Geoffrey Lewis        | Frank Avery          |
| Alonna Shaw           | Danielle Wilde       |
| Alan Scarfe           | Nigel Griffith       |
| Philip Chan           | Raymond Zhang        |
| Bolo Yeung            | Moon                 |
| Andy Armstrong        | Paul Wagner          |
| Sarah-Jane Varley     | Katherine Wagner     |
| Eugene Choy           | Mr. Chen             |
| Ng Kwok Kai           | Mr. Nguyen           |
| Corinna Everson       | Kara                 |
| Peter Malota          | Bodyguard met sporen |
| Evan Lurie            | Portier Klimax Klub  |
| Julie Strain          | Chads studente       |
| Shelley Michelle      | Chads studente       |
| Wu Fong Lung          | Chinese nanny        |